# Paracilacris
Paracilacris is een geslacht van rechtvleugeligen uit de familie sabelsprinkhanen (Tettigoniidae). De wetenschappelijke naam van dit geslacht is voor het eerst geldig gepubliceerd in 1955 door Lucien Chopard.

## Soorten
Het geslacht Paracilacris omvat de volgende soorten:
- Paracilacris lateralis Chopard, 1955
- Paracilacris mordax Naskrecki, Bazelet & Spearman, 2008
- Paracilacris periclitatus Naskrecki, Bazelet & Spearman, 2008